# 費爾南多·塔提斯
老費爾南多·蓋布里爾·塔提斯（英語：Fernando Gabriel Tatís Sr.，1975年1月1日—）是前多明尼加職業棒球選手，守位是三壘手，目前作為總教練執教於美國職棒小聯盟球隊。在他11年的美國職棒大聯盟生涯中，先後待過德州遊騎兵、聖路易紅雀、蒙特婁博覽會、巴爾的摩金鶯及紐約大都會。塔提斯曾於1999年4月23日在大聯盟創下單局最多打點（8分）的紀錄，在那場比賽中，他單局擊出雙響滿貫砲，成為美國職棒大聯盟有史以來唯一一位達成此一壯舉的球員。

## 球員生涯

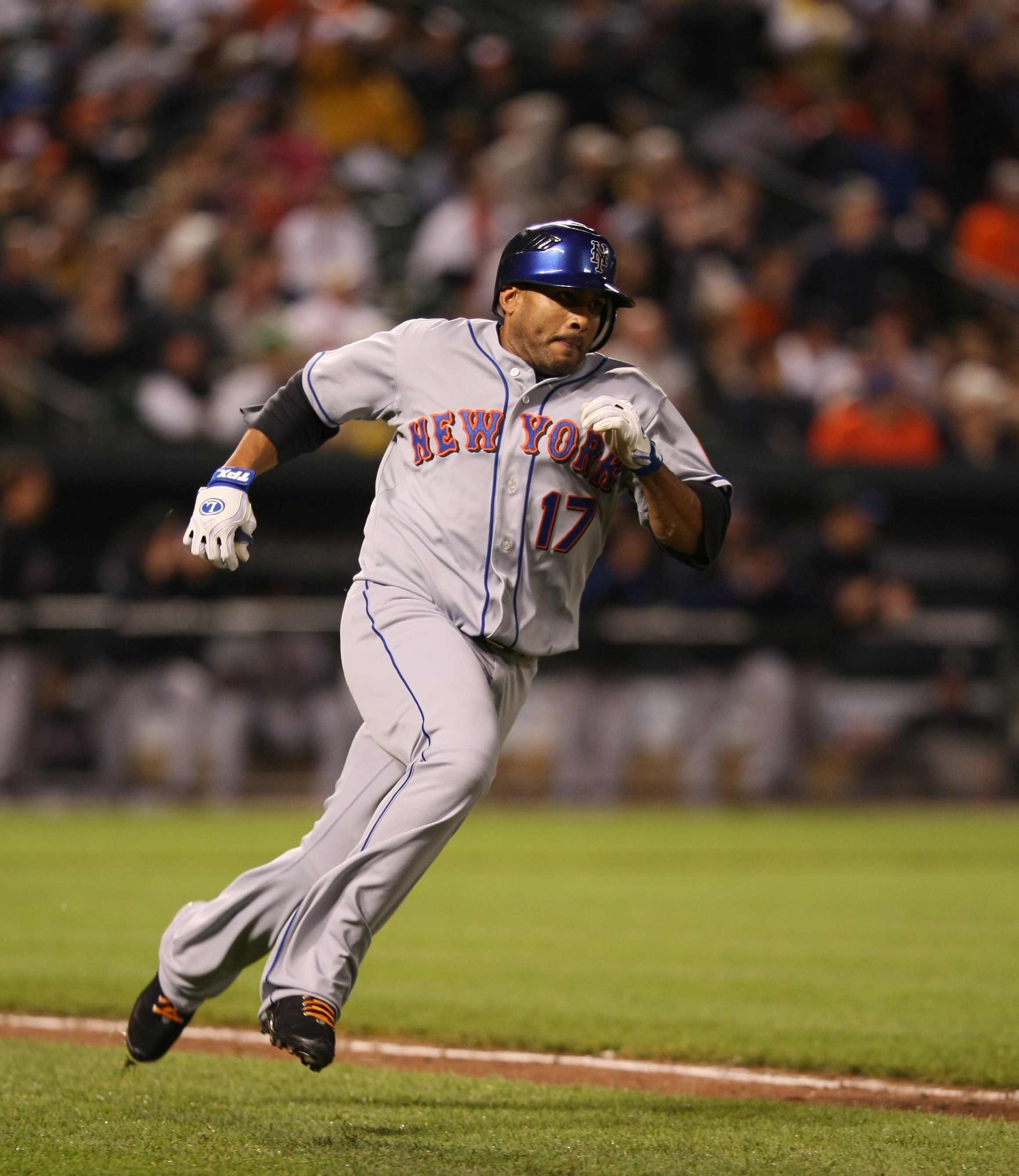
費爾南多2009

1992年8月25日，當時17歲的塔提斯被德州遊騎兵的奧馬爾·米納亞以業餘自由球員身份簽下，但他的初登板卻要一直等到五年後的1997年7月26日，那場美國職棒大聯盟比賽他以德州遊騎兵三壘手的身分參賽。之後他的菜鳥球季在遊騎兵隊打了六十場比賽。之後，1998年7月31日交易大限前，遊騎兵隊將塔提斯和戴倫·奧利佛及馬克·利特爾送往聖路易紅雀，以換回羅伊斯·克萊頓和陶德·史陶德邁爾。
塔提斯1999年在聖路易紅雀隊打出生涯年：共敲出34發全壘打、107分打點、21次盜壘以及2成98的打擊率。1999年4月23日，塔提斯在單局中雙響滿貫砲，成為大聯盟史上唯一達成此壯舉的球員。塔提斯兩發滿貫砲都是從洛杉磯道奇先發投手朴贊浩的手中擊出，並藉此同時創下大聯盟單局八分打點的新紀錄。
2000年塔提斯因傷所困，只打了96場比賽之後，就連同布里特·雷亞姆斯被交易到蒙特婁博覽會，紅雀隊則是換回達斯汀·赫爾曼森和史蒂夫·克林因。塔提斯在博覽會隊三個球季裡因為各種身體傷害，導致他在可出賽的486場比賽僅出賽了208場。
2004年，坦帕灣魔鬼魚邀請塔提斯參與春訓，但他並未報到隨後也被釋出。接下兩季裡，塔提斯都沒有參與職業棒球比賽，並居住在多明尼加共和國。
2005年11月25日，巴爾的摩金鶯以小聯盟合約簽下塔提斯，塔提斯這次回到球場上是為了籌措興建教堂的費用。這季他大多在小聯盟3A的渥太華天貓隊出賽，直到2006年7月21日才被叫上大聯盟，為金鶯隊打了28場比賽。
2007年，塔提斯獲邀參與洛杉磯道奇的春訓。在被分配到小聯盟棒球訓練營後，塔提斯於3月14日獲准解約。九天後，他和紐約大都會達成小聯盟合約，於2007年球季代表3A的紐奧良微風隊出賽。
2008年5月11日，塔提斯被叫上大聯盟頂替安格爾·帕根。這季塔提斯開始在小聯盟以外野手守位出賽，以成為多功能球員。
5月28日，塔提斯在第十二局下半從佛羅里達馬林魚投手賈斯汀·米勒的手中敲出再見二壘安打，這也是他生涯首支再見安打。塔提斯在大都會隊的生涯裡，多半是在原先先發的莫伊塞斯·阿魯或瑞安·丘奇受傷時，接替防守左外野及右外野。
2008年9月16日，塔提斯出戰華盛頓國民時，為了撲接一個飛球而導致肩鎖關節受傷。大都會隊醫診斷其傷勢為第三級脫臼（Grade III separation），但塔提斯還是錯過2008年剩餘的季賽。儘管錯失了季末的比賽，塔提斯依然在2008年10月23日榮獲國家聯盟的體育新聞年度東山再起獎。
塔提斯在2009年世界棒球經典賽中被選為多明尼加棒球代表隊的成員，以接替受傷的艾力士·羅德里奎茲。
2009年及2010年間，塔提斯斷斷續續為大都會隊出賽，而2010年7月4日則是他最後一次在大聯盟出賽。他也是最後一位紐約大都會背號17的球員，因為17號是基斯·赫南德茲（1983年-1989年間曾代表大都會隊出賽）曾穿著過的背號，球隊已宣佈將其退休不再使用以示紀念。
2014年10月5日，塔提斯宣布退休，留下生涯2成65打擊率、113發全壘打及448分打點的紀錄。

## 退休後
2018年1月，波士頓紅襪隊宣布塔提斯加入他們的小聯盟體系，成為旗下兩支新人聯盟多明尼加夏季聯盟紅襪隊的總教練。

## 個人生活
塔提斯的父親費爾南多·亞諾尼奧·塔提斯（Fernando Aanonio Tatís），也曾經是位職業棒球員，1969年至1978年間在休士頓太空人體系中以內野手出賽，退休前最高曾打到3A，之後轉為太空人隊的小聯盟球隊的教練及球探。老塔提斯在塔提斯四歲時就消失在他的生命中。兩人一直到1997年才重聚，那時塔提斯還是德州遊騎兵的新人。被塔提斯視為父親的遊騎兵隊球探奧馬爾·米納亞，將他尋找父親的事情轉述給紐約時報國家棒球寫手穆雷·蔡斯，於是後者就幫忙寫了協尋啟事，最終讓他和他的父親再次團聚。而塔提斯的母親則是尤德卡·塔蒂斯（Yudelca Tatís）。
塔提斯的兒子小費南多·塔提斯現在是聖地牙哥教士的游擊手。而塔提斯的小兒子以利亞（Elijah）也是名棒球員，在2019年被芝加哥白襪隊簽下。

## 延伸閱讀
- Simon, Andrew. . MLB.com. 2019-04-23  [2019-04-23]. （原始内容存档于2019-07-16）.

## 外部連結
- 球員資訊和成績在MLB ，ESPN ，Retrosheet ，Baseball Reference ，Baseball Reference (Minors) ，Fangraphs （英文）